# 卡利克斯特·姆巴鲁希马纳
卡利克斯特·姆巴鲁希马纳（法語：Callixte Mbarushimana；1963年7月24日—），盧安達胡圖族人，前聯合國雇員（1992年－2001年），據稱參與了1994年的盧安達種族滅絕。2010年9月28日，姆巴鲁希马纳被設於海牙的國際刑事法院起訴，指控他於2009年在剛果民主共和國犯下危害人類罪和戰爭罪。他於2010年10月在法國被逮捕，並於2011年1月25日被引渡至國際刑事法院。然而因沒有足夠的證據起訴，他於2011年12月23日被釋放。